# Victor Ehrenberg (historien)
Victor Ehrenberg (22 novembre 1891 – 25 janvier 1976) est un historien juif allemand.

## Biographie
Ehrenberg est né à Altona, Hambourg, dans une famille juive allemande réputée. Il est le frère cadet de Hans Ehrenberg et le neveu du juriste Victor Ehrenberg (juriste) (en), ainsi que le neveu de l'économiste Richard Ehrenberg.
Victor Ehrenberg sert dans l'armée allemande sur le front occidental pendant la Première Guerre mondiale et reçoit la Croix de fer de 2e classe pour son service au combat.
Il est marié à Eva Dorothea Ehrenberg, née Sommer (1891-1964), fille de Siegfried Sommer et d'Hélène Sommer (juge de la Haute Cour de Hesse). Il est le père de Geoffrey et Lewis Elton et le grand-père de Ben Elton.
Il est décédé à l'âge de 84 ans à Londres.
Un legs fait dans son testament à l' Institut d'études classiques de l'Université de Londres finance le prix Grote, finançant une bourse d'études dans le domaine de l'histoire ancienne.

## Travaux
- Ost und West. Studien zur geschichtlichen Problematik der Antike. Brno 1935.
- Alexander and the Greeks. Blackwell, Oxford 1938.
- The people of Aristophanes. Blackwell, Oxford 1943.
  - Deutsche Ausgabe : Aristophane et das Volk von Athen. Eine Soziologie der altattischen Komödie . Artemis, Zurich et Stuttgart 1968.
- Der Staat der Griechen . 2. , édition augmentée . Artemis, Zurich et Stuttgart 1965.
- Polis et Imperium. Beiträge zur Alten Geschichte . HRG. contre KF Stroheker et AJ Graham. Artemis, Zurich et Stuttgart 1965.
- From Solon to Socrates. Greek history and civilization during the sixth and fifth centuries B. C Methuen, Londres 1968 et Nachdrucke, (ISBN 0-415-04024-8)